# Chiến dịch miền Nam Ukraina
Chiến dịch miền Nam Ukraina (Southern Ukraine campaign) là một mặt trận đang diễn ra trong Nga xâm lược Ukraina, bắt đầu vào ngày 24 tháng 2 năm 2022. Xuất phát từ căn cứ ở Crimea, Lực lượng vũ trang Nga đã tấn công Kherson Oblast, Mykolaiv Oblast và Zaporizhzhia Oblast ở miền Nam Ukraina, chiến đấu ác liệt với Lực lượng vũ trang Ukraina. cả hai đã đưa đến một chiến cuộc dằng co, tiêu hao trong cuộc chiến kéo dài này.

## Diễn biến
Ngay sau khi Tổng thống Nga Vladimir Putin công bố một chiến dịch quân sự đặc biệt ở Ukraina, Không quân Nga bắt đầu phóng tên lửa hành trình và tên lửa đạn đạo vào các mục tiêu ở một số thành phố ở Ukraina ở Kherson Oblast. Với sự hỗ trợ trên không, Lực lượng vũ trang Nga sau đó đã tiến vào Kherson Oblast qua các khu vực của Crimea được Nga sáp nhập vào năm 2014. Hải quân Nga đã phong tỏa Biển Đen để ngăn Ukraine hỗ trợ các đơn vị nằm gần Kherson Oblast, đồng thời hạn chế thương mại thương mại và dòng hàng hóa tiếp vận đến miền nam Ukraina. Các lực lượng từ cuộc tấn công miền nam Nga đã hợp lực với các lực lượng từ chiến dịch miền Đông Ukraina để cùng nhau bao vây và bắn phá thành phố Mariupol ở Donetsk Oblast, đã thất thủ sau nhiều tháng bị bao vây trong trận chiến cuối cùng tại nhà máy thép Azovstal.
Đến sáng ngày 25 tháng 2 năm 2022, quân Nga đã bao vây và chiếm được Nova Kakhovka. Kênh đào Bắc Crimea đã được thông tắc, xóa bỏ tình trạng tắc nghẽn nước đến Crimea trong thời gian dài sau khi Nga sáp nhập bán đảo này vào năm 2014. Giao tranh bắt đầu lan vào Zaporizhzhia Oblast khi lực lượng Nga di chuyển qua phía đông nam Kherson Oblast về phía Melitopol, sau đó đã đầu hàng quân Nga đang tiến công sau một cuộc giao tranh nhỏ trong trận Melitopol. Cuối ngày, quân Nga đã chiếm được cầu Antonovskiy. Lực lượng Ukraina phản công tại Melitopol để giành lại quyền kiểm soát. Vào ngày 26 tháng 2 năm 2022, theo thị trưởng Kherson Ihor Kolykhaiev, một cuộc không kích của Ukraina đã buộc người Nga phải rút lui khỏi Kherson, để lại thành phố dưới sự kiểm soát của Ukraina.
Sau đó, quân Nga chiếm Kherson vào tháng 3 năm 2022, sau đó lực lượng Nga nhanh chóng tiến đến vùng ngoại ô Mykolaiv, thiết lập mặt trận ổn định cho đến khi Ukraina tấn công vào tháng 8 năm 2022. Các lực lượng Ukraina đã chiếm lại toàn bộ lãnh thổ ở phía tây và phía bắc sông Dnieper, và mặt trận lại ổn định trở lại ngay phía nam Kherson vào tháng 11 năm 2022. Kherson, thủ phủ duy nhất của Oblast bị Nga chiếm được sau đó cuộc xâm lược năm 2022 này đến đây đã được giải phóng vào ngày 11 tháng 11 năm 2022., truyền thông phương Tây loan tin về cuộc chào đón từ đám đông người Ukraina hô vang khẩu hiệu Slava Ukraini! (Vinh quang cho Ukraina) và "Vinh quang cho ZSU" (Lực lượng vũ trang Ukraina), họ còn tung hứng các binh sĩ và hân hoan vẫy cờ Ukraina.